# Robert Milligan McLane
Robert Milligan McLane, född 23 juni 1815 i Wilmington, Delaware, död 16 april 1898 i Paris, var en amerikansk demokratisk politiker och diplomat. Han var ledamot av USA:s representanthus 1847–1851 och 1879–1883 samt Marylands guvernör 1884–1885. Han var ordförande för Democratic National Committee 1852–1856. Under sin diplomatkarriär var han bland annat beskickningschef i Paris 1885–1889. Han var son till Louis McLane.
McLane studerade vid St. Mary's College, Collège de Bourbon och United States Military Academy samt deltog i Seminolekriget 1837–1838. Senare studerade han juridik och inledde 1843 sin karriär som advokat i Baltimore. År 1847 efterträdde han William Fell Giles som kongressledamot. Efter två mandatperioder i representanthuset efterträddes han 1851 av Thomas Yates Walsh. Han var USA:s beskickningschef i Kina 1853–1854 och i Mexiko 1859–1860. Till McLanes uppdrag som ordförande för demokraternas federala partistyrelse DNC på 1850-talet ingick öppnandet av demokraternas konvent inför presidentvalet 1856 i Cincinnati.
McLane efterträdde 1879 Thomas Swann som kongressledamot. Efter ytterligare två mandatperioder i representanthuset efterträddes han 1883 av John Van Lear Findlay. År 1884 efterträdde McLane William Thomas Hamilton som guvernör. Han avgick redan följande år och efterträddes av Henry Lloyd. Orsaken till McLanes avgång var att president Grover Cleveland utnämnde honom till chef för USA:s diplomatiska beskickning i Frankrike. På grund av hustruns dåliga hälsa beslutade McLane att stanna i Frankrike också efter det fyraåriga diplomatiska uppdraget.
Anglikanen McLane avled 82 år gammal i Paris och gravsattes på Green Mount Cemetery i Baltimore.